# Wagener-Stadion
Koordinaten: 52° 19′ 10,1″ N, 4° 51′ 15,1″ O

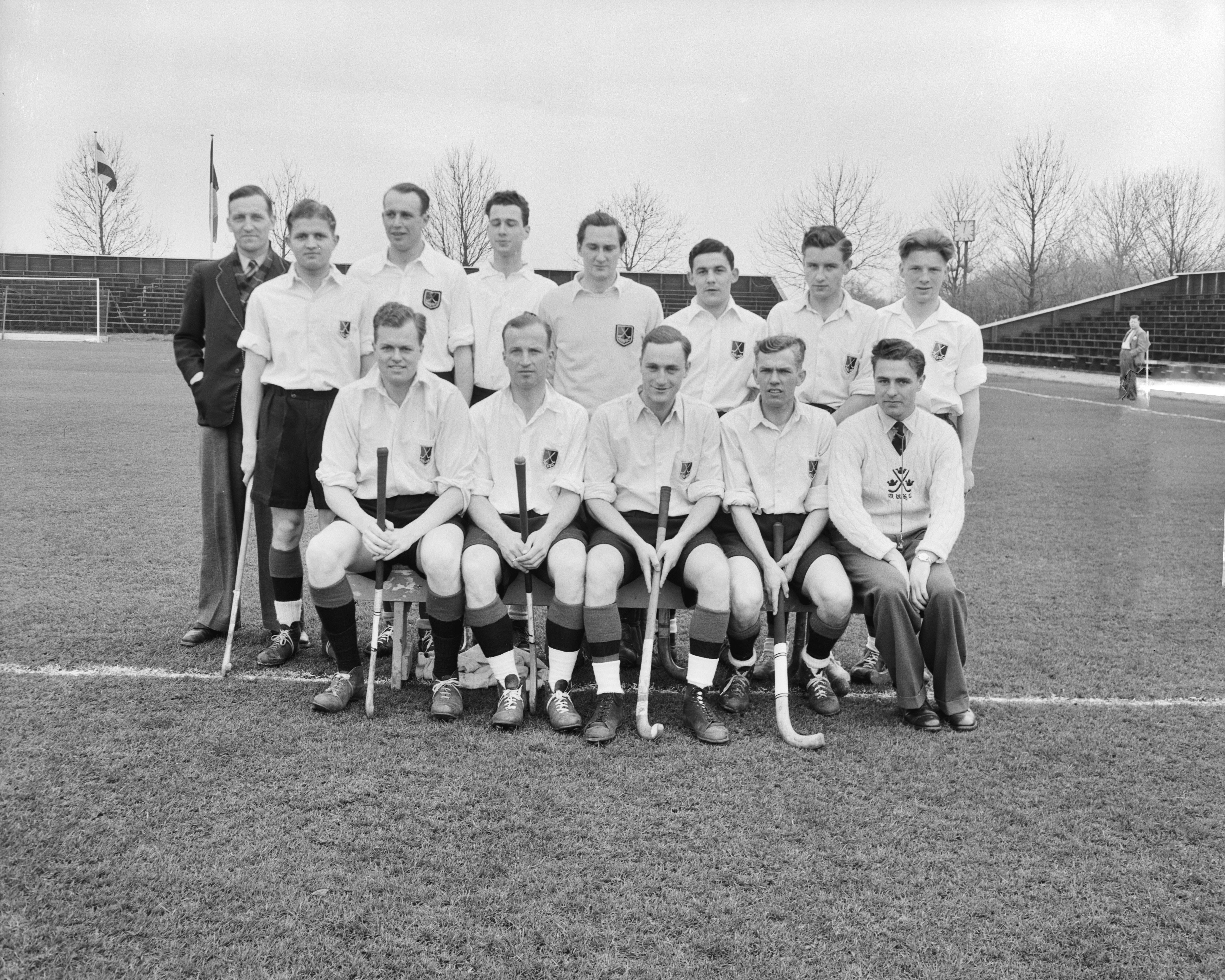
Hockeyclub Amsterdam im Wagener Stadion

Das Wagener-Stadion ist ein für verschiedene Disziplinen verwendetes Stadion in der niederländischen Stadt Amstelveen. Momentan wird es für Hockeyspiele genutzt. 1973 war es Spielort der Feldhockey-Weltmeisterschaft der Herren. Die Anlage hat eine Kapazität von 9.000 Plätzen.
Das Stadion wurde vom „Amsterdamsche Hockey & Bandy Club“ (AHBC) zu Ehren Joop Wageners (1881–1945) gebaut und 1939 fertiggestellt. In den 1970er Jahren konnte sich der AHBC die Spielstätte nicht mehr leisten und verkaufte sie 1980 an den niederländischen Hockey-Bund („Koninklijke Nederlandse Hockey Bond“). Der AHBC behielt jedoch das Vorrecht, im Stadion zu spielen.
Folgende Meisterschaften wurden im Wagener-Stadion ausgetragen:
- IFWHA World Conference 1948[1]
- Feldhockey-Weltmeisterschaft der Herren 1973
- Hockey-Europameisterschaft: 1983, 2009, 2017, 2021
- FIH Champions Trophy: 1982, 1987, 2000, 2003[2]
- Champions Trophy der Damen 1993, 2000, 2001, 2006, 2011
- Lacrosse-Europameisterschaft 2012